# Tropidophis morenoi
Tropidophis morenoi är en kräldjursart som beskrevs av den amerikanske herpetologen Stephen Blair Hedges och de kubanska herpetologerna Orlando H. Garrido och Luis M. Díaz 2001. Tropidophis morenoi är en orm som ingår i släktet Tropidophis, och familjen Tropidophiidae. Inga underarter finns listade i Catalogue of Life.

## Utbredning
T. morenoi är en art som är förekommer endemiskt på Kuba, i Villa Clara-provinsen.